# Shu Ting
Shu Ting, född 1952, är en modernistisk kinesisk poet som räknas till de dunkla poeterna.
Under kulturrevolutionen skickades hon till landsbygden (eftersom hennes far var anklagad för ideologiskt oliktänkande) och vistades där fram till 1973. Tillbaka i hemprovinsen Fujian fick hon arbeta i olika fabriker. Hon började skriva poesi 1969 och hennes verk publicerades i flera litterära tidskrifter. Hennes poesi började senare synas i den underjordiska litterära tidskriften Jīntiān (Idag). I början av 1980-talet hade hon uppnått rollen som den främsta kvinnliga företrädaren för de så kallade dunkla poeterna. Hennes första diktsamling Shuangwei chuan utkom 1982, samma år som en gemensam samling med Gu Cheng utkom.
Hon erbjöds att ansluta sig till det officiella kinesiska författarförbundet och vann det Nationella priset för enastående poesi 1981 och 1983. Senare har hon dock, liksom andra författare som troddes vara omstörtande av staten, kritiserats starkt av myndigheterna.